# Golden Dzyga

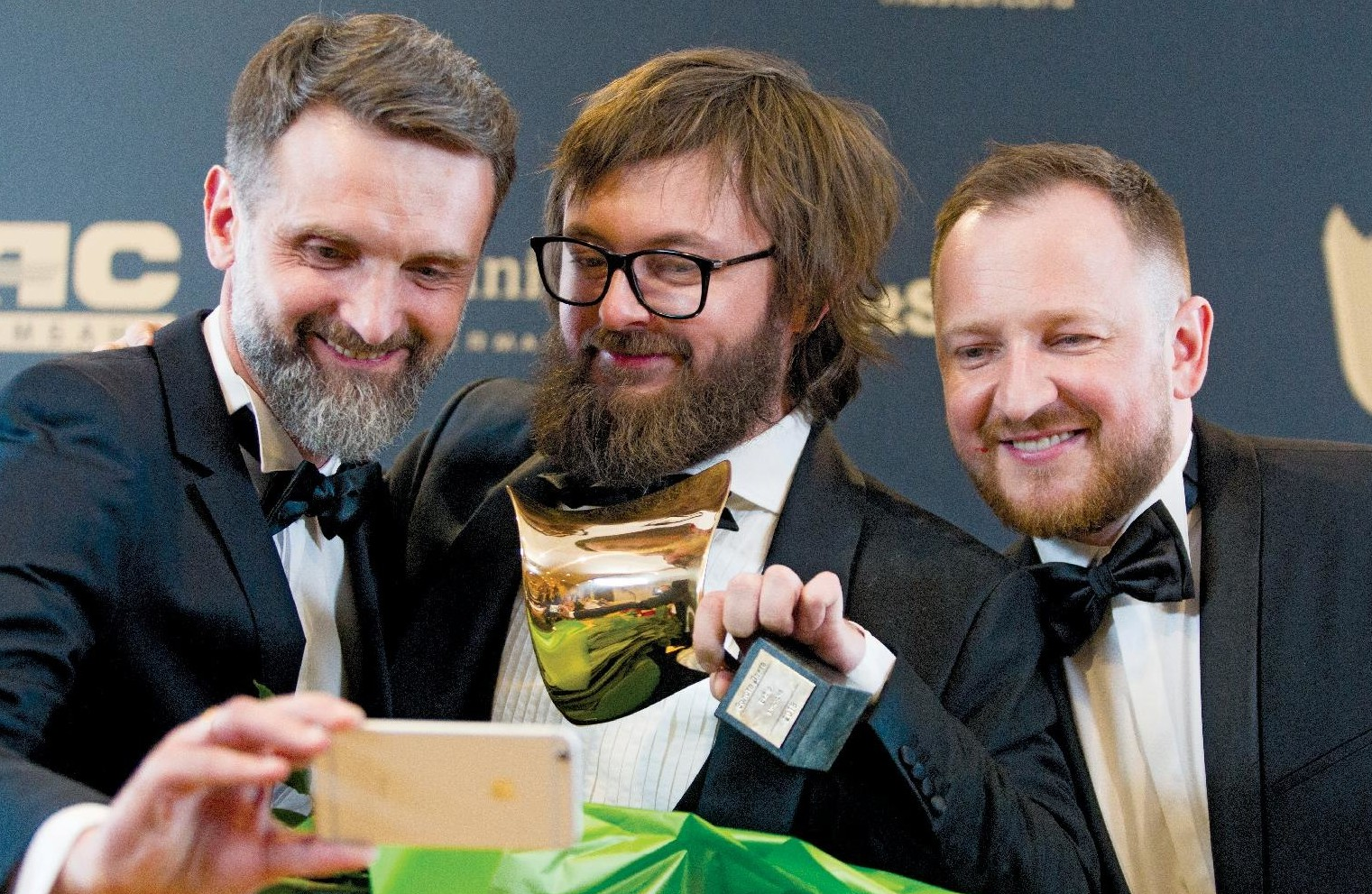
Cerimonia di premiazione del 2018

Il Golden Dzyga (in ucraino Золота дзиґа?) è un riconoscimento cinematografico nazionale ucraino assegnato per i risultati professionali nello sviluppo del cinema ucraino. Fondato nel 2017 dall'Accademia del cinema ucraino, la prima cerimonia di premiazione si è svolta il 20 aprile 2017 presso il Fairmont Grand Hotel di Kiev.

## Selezione dei film e determinazione dei vincitori
La presentazione dei film per il Primo premio nazionale cinematografico durò dal 20 febbraio al 20 marzo 2017. I film che furono presentati in anteprima nel 2016, dal 1 gennaio al 31 dicembre compreso, vennero ammessi alla partecipazione nel processo di selezione. L'elenco completo dei film che parteciparono al concorso per il premio consisteva in 54 film: 12 lungometraggi, 15 cortometraggi, 19 documentari, 8 film d'animazione. Sono stati presentati un totale di 76 film.⁣
I vincitori del Primo premio nazionale cinematografico sono stati eletti da tutti i membri dell'Accademia del cinema ucraino con un voto in tre fasi. Attualmente, i vincitori dei Primo premio nazionale cinematografico sono determinati da un voto in due fasi.
Il 3 aprile 2017, il consiglio dell'Accademia del cinema ucraino ha pubblicato un breve elenco di 17 candidati per il Primo premio nazionale cinematografico.

## Premio
Il Golden Dzyga viene assegnato nelle seguenti 22 categorie (2020):
- Miglior film
- Miglior regista (Premio Yuri Ilyenko)
- Miglior attore protagonista
- Miglior attrice protagonista
- Miglior attore non protagonista
- Miglior attrice non protagonista
- Miglior direttore della fotografia
- Miglior scenografia
- Miglior sceneggiatura
- Miglior compositore
- Miglior documentario
- Miglior film d'animazione
- Miglior cortometraggio
- Miglior truccatore (dal 2018)[5]
- Miglior costumista (dal 2018)
- Miglior sound designer (dal 2018)[6]
- Miglior canzone (premio artista) (dal 2019)[7]
- Premio per i migliori effetti visivi
- Miglior montaggio (dal 2019)[7]
- Scoperta dell'anno
- Contributo allo sviluppo della cinematografia ucraina
- Premio del pubblico (dal 2018)[8][9][10]

## Simbolo
Il simbolo principale del Primo premio nazionale cinematografico è la statuetta Golden Dzyga, che simboleggia lo sviluppo rapido e inarrestabile del cinema ucraino (in ucraino дзиґа?). Inoltre, il titolo ricorda e rende omaggio all'eredità creativa del direttore della fotografia Dziga Vertov.
L'autrice del titolo del premio è Olga Zakharova, direttrice del marketing strategico del Media Group Ukraine.
La statuetta è stata progettata dall'artista ucraino Nazar Bilyk, che ha descritto il Golden Dzyga come “L'elemento principale della composizione è una cornice fatta di pellicola, un quadrilatero dorato che ruota dinamicamente, rappresentando la cinematografia. Nella forma, la statuetta ricorda un turbine, un fuoco, un rampollo, che simboleggiano tutti lo sviluppo e il rinnovamento del cinema nazionale".

## Cerimonie
| Cerimonia | Data           | Miglior film                      | Luogo                                            | Ospiti della cerimonia                 |
| --------- | -------------- | --------------------------------- | ------------------------------------------------ | -------------------------------------- |
| 1°        | 20 aprile 2017 | Il nido della tortora             | Kiev, Fairmont Grand Hotel Kyiv                  | Oleksandr Skichko                      |
| 2°        | 20 aprile 2018 | Cyborg - Gli eroi non muoiono mai | Kiev, Centro congressi ed esposizioni di Parkovy | Akhtem Seitablayev e Vasilisa Frolova  |
| 3°        | 19 aprile 2019 | Donbass                           | Kiev, Centro congressi ed esposizioni di Parkovy | Darya Tregubova e Oleg Panyuta         |
| 4°        | 3 maggio 2020  | I miei pensieri sono silenziosi   | Online                                           | Darya Tregubova e Timur Miroshnychenko |